# Ooh Yeah!
Pour l’article ayant un titre homophone, voir Oh Yeah.
Albums de Hall and Oates
Live at the Apollo
(1985) Change of Season
(1990)
Singles
1. Everything Your Heart Desires
Sortie : avril 1988
2. Missed Opportunity
Sortie : juillet 1988

Ooh Yeah! est le treizième album studio de Hall and Oates, sorti en juin 1988.

## Titres

### Face 1
1. Downtown Life (Hall, Oates, Rick Iantosca, Sara Allen) - 4:28
2. Everything Your Heart Desires (Hall) - 5:00
3. I'm in Pieces (Hall, Janna Allen) - 4:50
4. Missed Opportunity (Sara Allen, Hall, Oates) - 4:47
5. Talking All Night (Hall, Oates) - 4:34

### Face 2
1. Rocket to God (Hall) - 5:49
2. Soul Love (Hall, Holly Knight) - 4:25
3. Realove (Hall, Oates) - 5:24
4. Keep on Pushin' Love (Oates) - 5:18

## Musiciens

### Le groupe
- Daryl Hall : chant, guitare, claviers
- John Oates : chant, guitare, claviers
- Tom Wolk (en) : basse, guitare, claviers, accordéon
- Pat Buchanan : guitare
- Tony Beard : batterie, percussions
- Mark Rivera (en) : saxophone
- Jimmy Bralower : programmation, séquençage
- Sammy Merendino : programmation, séquençage, percussions
- Jeff Bova (en) : programmation
- Sammy Figueroa (en) : percussions

### Musiciens supplémentaires
- Phillipe Saisse : claviers, programmation
- Jimmy Ripp (en), Paul Pesco (en) : guitare
- Lenny Pickett, Danny Wolensky : saxophone
- Bashiri Johnson : percussions
- Jerry Goodman : violon électrique
- Rick Iantosca : percussions
- Keisuke Kuwata : chant (9)